# Agustina García

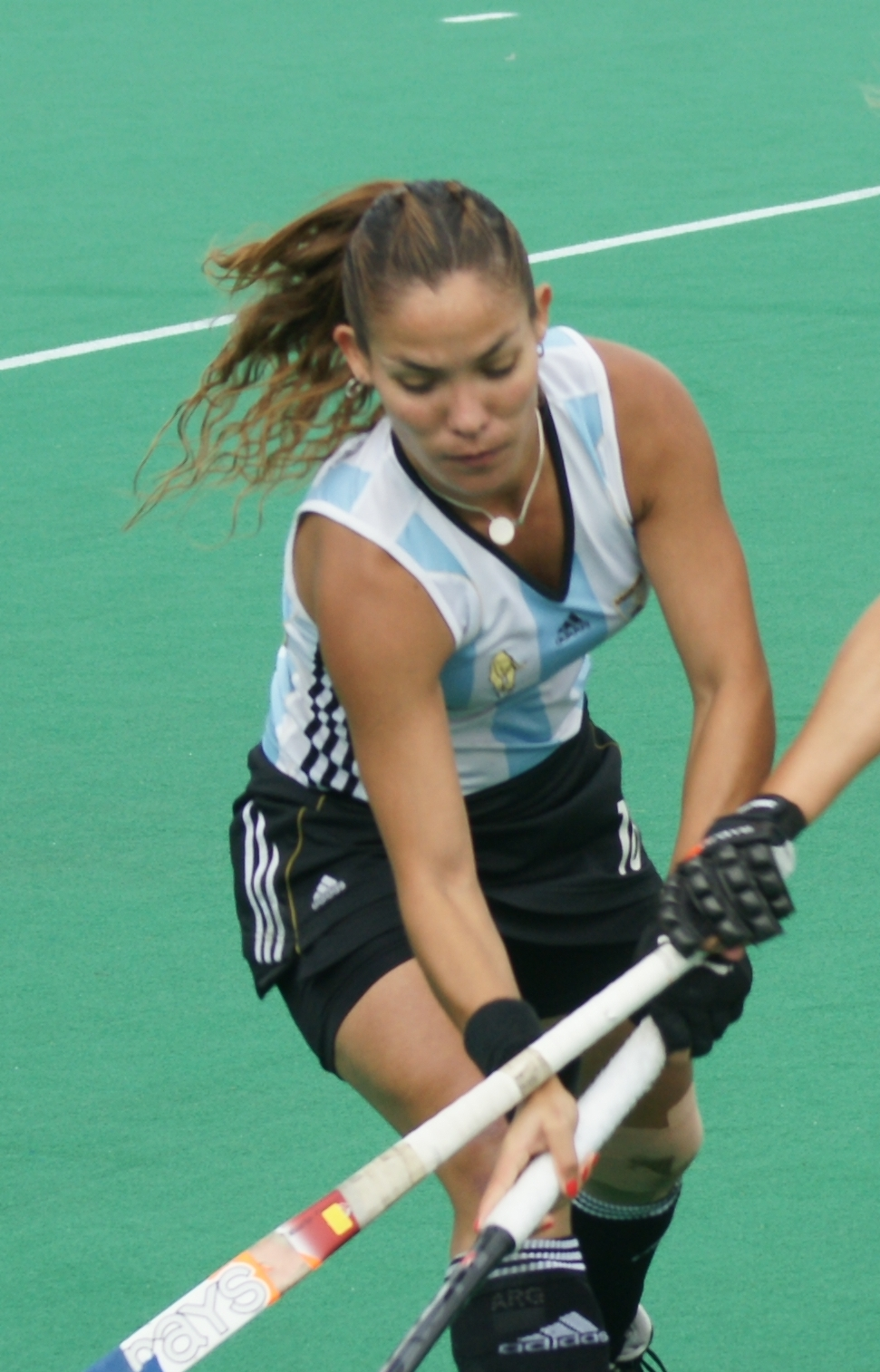
Agustina García (2009)

Agustina Soledad „Sole“ García (* 12. Juni 1981 in Córdoba) ist eine ehemalige argentinische Hockeyspielerin. Sie gewann mit der argentinischen Nationalmannschaft bei Olympischen Spielen eine Silbermedaille und zwei Bronzemedaillen und war Weltmeisterin 2002 und 2010 sowie Weltmeisterschaftsdritte 2006.

## Sportliche Karriere
Die 1,63 m große Angriffsspielerin war von 1999 bis 2011 Mitglied der argentinischen Nationalmannschaft und bestritt über 200 Länderspiele. 1999 siegten die Argentinierinnen bei den Panamerikanischen Spielen in Winnipeg. Bei den Olympischen Spielen 2000 in Sydney belegten die Argentinierinnen den zweiten Platz in der Vorrunde hinter den Australierinnen, wobei die Argentinierinnen den direkten Vergleich mit 1:3 verloren. Mit drei Siegen in der Zwischenrunde konnten die Argentinierinnen den zweiten Platz erhalten und traten im Finale erneut gegen die australische Mannschaft an. Auch das Finale verloren sie mit 1:3. Agustina García erzielte insgesamt vier Tore, davon zwei im Hauptrundenspiel gegen die Niederländerinnen.
Ende 2002 fand die Weltmeisterschaft in Perth statt. Die Argentinierinnen gewannen ihre Vorrundengruppe und bezwangen im Halbfinale die Australierinnen mit 1:0. Im Finale siegten sie im Siebenmeterschießen gegen die Niederländerinnen. García war mit acht Treffern, alle aus dem Feld, erfolgreichste Torschützin ihrer Mannschaft und hinter der Südafrikanerin Pietie Coetzee zweiterfolgreichste Torschützin des Turniers. Bei den Panamerikanischen Spielen 2003 in Santo Domingo gewann die argentinische Mannschaft den Titel. Im Jahr darauf bei den Olympischen Spielen 2004 in Athen belegten die Argentinierinnen in der Vorrunde den zweiten Platz. Im Halbfinale unterlagen sie den Niederländerinnen im Siebenmeterschießen, gewannen aber das Spiel um die Bronzemedaille mit 1:0 gegen die Chinesinnen.
2006 bei der Weltmeisterschaft in Madrid belegten die Argentinierinnen in der Vorrunde den zweiten Platz hinter den Australierinnen. Im Halbfinale unterlagen sie den Niederländerinnen mit 1:3, im Spiel um Bronze besiegten sie die Spanierinnen mit 5:0. Bei den Olympischen Spielen 2008 in Peking belegten die Argentinierinnen in ihrer Vorrundengruppe den zweiten Platz hinter den Deutschen, wobei die Argentinierinnen den direkten Vergleich mit 4:0 gewonnen hatten. Im Halbfinale unterlagen sie den Niederländerinnen mit 2:5. Im Spiel um den dritten Platz trafen die Argentinierinnen wieder auf die Deutschen und siegten mit 3:1.
2010 war Argentinien gastgebende Nation bei der Weltmeisterschaft in Rosario. Die Argentinische Mannschaft gewann alle fünf Spiele der Vorrunde. Im Halbfinale besiegten die Argentinierinnen die deutsche Mannschaft mit 2:1 und im Finale gewannen sie mit 3:1 gegen die Niederländerinnen. 2011 nahm García noch einmal an den Panamerikanischen Spielen in Guadalajara teil, die Argentinierinnen unterlagen im Finale der Mannschaft aus den Vereinigten Staaten.
Agustina García spielte für die Universität Córdoba. Sie war im Laufe ihrer Karriere aber auch bei Vereinen in Deutschland und in den Niederlanden.